# 7254 Kuratani
A 7254 Kuratani (ideiglenes jelöléssel 1993 TN1) a Naprendszer kisbolygóövében található aszteroida. Endate Kin,  Vatanabe Kazuró fedezte fel 1993. október 15-én.